# Кунигунда фон Билщайн
Кунигунда фон Билщайн (на немски: Kunigunde von Bilstein; * ок. 1080; † 1138/1140) е графиня на Билщайн в Тюрингия и чрез женитби графиня и регентка на графството Гуденсберг в Долен Хесен и графиня на Тюрингия.

## Произход и управление
Тя е дъщеря на граф Ругер II фон Билщайн († 1096) и съпругата му фон Гуденсберг, дъщеря на граф Вернер III фон Гуденсберг-Маден († 1065), който е близък приятел с император Хайнрих IV.
Кунигунда управлява от 12 март 1122 г. като регентка графството Гуденсберг на малолетния си син Гизо V. След смъртта на последния от Гизоните, Гизо V и майка му Куникунда, огромните собствености на Гизоните и Билщайните, в голяма част от Хесен, отиват на зет ѝ ландграф Лудвиг I от Тюрингия.

## Фамилия
Първи брак: между 1096 и 1099 г. с граф Гизо IV фон Гуденсберг († 12 март 1122). Те имат две деца:
- Гизо V (* 1110; † 1137, убит при Палестрина), граф на Гуденсберг
- Хедвиг (* 1098; † 1148), омъжена 1110 г. за Лудвиг I († 1140) от род Лудовинги, ландграф на Тюрингия, брат на граф Хайнрих Распе I.

Втори брак: през 1123 г. с граф Хайнрих Распе I от Тюрингия, граф на Гуденсберг († 1130, убит) от род Лудовинги, син на ландграф Лудвиг Скачащия от Турингия (1042 – 1123). Те нямат деца.